# Ozodiceromya davisi
Ozodiceromya davisi är en tvåvingeart som först beskrevs av Johnson 1926.  Ozodiceromya davisi ingår i släktet Ozodiceromya och familjen stilettflugor.
Artens utbredningsområde är North Carolina. Inga underarter finns listade i Catalogue of Life.